# Комарівка (Охтирський район)
Комарі́вка — село в Україні, у Чупахівській селищній громаді Охтирського району Охтирського району Сумської області. Населення становить 84 осіб. Колишній (до 2020) орган місцевого самоврядування — Олешнянська сільська рада.

## Географія
Село Комарівка знаходиться на березі річки Буймер, у місці впадання її в річку Олешня, вище за течією примикає село Мащанка. На річці велика загата. Вище за течією річки Олешня примикає село Садки, на протилежному березі — села Лисе і Нове. До села примикають великі лісові масиви (дуб). Поруч із селом проходить залізнична гілка.

## Історія
Село постраждало внаслідок геноциду українського народу, проведеного урядом СССР 1932—1933 та 1946—1947.
Порятунок багатодітних сімей від убивств голодом навесні 1932 організував голова колгоспу Хома Якович Чумаченко: таємно від влади різали коней на м'ясо; закривав трудодні на виснажених голодом дітей; організував евакуацію 30 голодуючих дітей із сусідньої Олешні, де лютували активісти; створив інтернат для дітей, батьки яких були вбиті голодом.